# 日本の企業一覧 (パルプ・紙)
日本の企業一覧(パルプ・紙)（にほんのきぎょういちらん パルプ・かみ）は、日本のパルプ・紙企業の一覧

## 販売（代理店＝一次卸）
- 日本紙パルプ商事 （東証プライム・8032）
- 国際紙パルプ商事
- 新生紙パルプ商事
- 丸紅紙パルプ販売（丸紅グループ）
- 三菱製紙販売（三菱製紙グループ）
- 日本紙通商（日本製紙グループ）
- 旭洋（(旧)旭洋の一部、現在は王子グループ）
- カミ商事
- タイカワ商事(タイカワグループ)
- 北越紙販売（北越コーポレーショングループ）
- 伊藤忠紙パルプ
- オザックス
- 東京紙パルプ交易（大王製紙グループ）
- シロキ
- 小津産業
- 平和紙業
- 日藤
- 大一洋紙

## 販売（卸商＝二次卸）
- 竹尾
- 共同紙販ホールディングス

## 製造業

### 総合製紙業
- 王子ホールディングス（東証プライム・3861）
- 日本製紙（東証プライム・3863）
  - 日本製紙パピリア（旧：三島製紙）（東証2・3872）
- 大王製紙（東証プライム・3880）
- 中越パルプ工業（東証プライム・3877）
- 特種東海製紙（東証プライム・3708）（旧：特種東海ホールディングス / 東海パルプ / 特種製紙）
- 巴川製紙所（東証スタンダード・3878）
- 北越コーポレーション（旧：北越製紙 → 北越紀州製紙）（東証プライム・3865）
  - 紀州製紙（東証1・3882） → 北越紀州製紙 → 北越コーポレーション
- 三菱製紙（東証プライム・3864）
- 阿波製紙（東証スタンダード・3896）
- 岡山製紙（東証スタンダード・3892）
- 興亜工業

### 家庭紙
- 王子ネピア
- 大分製紙
- 小野製紙
- 鶴見製紙
- ダイオーペーパープロダクツ
- 日本製紙クレシア
- 河野製紙
- 藤枝製紙
- 富士里和製紙
- 丸富製紙
- コアレックス道栄
- トーヨ
- 林製紙
- 和光製紙

### 板紙
- 王子マテリア
- 大石産業（東証スタンダード・3943）
- 大村紙業（東証スタンダード・3953）
- ゼネラル（大証2・3890）
- ダイナパック（東証スタンダード・3947）
- 中央紙器工業（名証メイン・3952）
- トーモク（東証プライム・3946）
- トライウォール
- 福山製紙
- レンゴー（東証プライム・3941）

### 専用紙
- 国際チャート（JASDAQ・3956）
- ニッポン高度紙工業（東証スタンダード・3891）
- ハビックス（東証スタンダード・3895）
- 光ビジネスフォーム（東証スタンダード・3948）
- 兵庫製紙
- 丸住製紙

### 特殊紙
- 王子特殊紙 → 王子エフテックス
- ユポ・コーポレーション

### 紙加工品
- 朝日印刷（東証スタンダード・3951）
- イムラ（東証スタンダード・3955）
- 笹徳印刷（東証スタンダード・3958）
- ザ・パック（東証プライム・3950）
- 昭和パックス（東証スタンダード・3954）
- スーパーバッグ（東証スタンダード・3945）
- 古林紙工（東証スタンダード・3944）
- 兵庫パルプ工業

## 関連団体
- 日本製紙連合会
- 日本家庭紙工業会